# O Holy Night (álbum de Jackie Evancho)
O Holy Night es álbum (EP) debut oficial de la cantante americana Jackie Evancho, el álbum fue certificado Disco de Platino en Estados Unidos y Canadá, cuyo éxito hizo que Evancho fuera el artista ""debut"" más vendido en 2010. 

## Información del Disco
El álbum incluye un set de dos discos: Un CD con cuatro temas y un DVD con 12 minutos de Imágenes en Evancho en America´s Got Talent. El álbum fe lanzado el 16 de noviembre de 2010. 

## Debut en las listas
O Holy Night debutó en el puesto n° 2 en los Billboard 200, con 239.000 copias en la primera semana y vendió más de 142.000. El álbum se mantuvo dentro del Top 5 por seis semanas. También debutó en el puesto n° 1 en el Top Classical Albums, y en el n° 2 en el Holidays Album Chart
Para mayo de 2011 en álbum ya había vendido 1.000.000 de copias en los Estados Unidos

## Lista de canciones

### Disco Uno(CD)
1. Silent Night- 3:32
2. Panis Angelicus- 3:46
3. O Holy Night- 4:40
4. Pie Jesu- 2:57

### Disco Dos(DVD)
1. Panis Angelicus (YouTube Audition)
2. O Mio Babbino Caro (De America's Got Talent)
3. Time to Say Goodbye (America's Got Talent
4. Pie Jesu" (America's GotTalent)
5. Ave Maria (America's Got Talent)
6. Entrevista Exclusiva

## Posición en las listas
| Chart (2011)                     | Posiciones |
| -------------------------------- | ---------- |
| Canadian Albums Chart            | 9          |
| US Billboard 200                 | 2          |
| US Billboard Top Classical Album | 1          |

### Lista (Final de Año)
| Chart (2011)     | Posiciones |
| ---------------- | ---------- |
| US Billboard 200 | 15         |